# Ben Decca
Pour les articles homonymes, voir Decca.
Ben Decca, de son vrai nom Mouangue Eyoum Victor, né le 23 février 1958 à Douala, est un musicien, chanteur et auteur-compositeur camerounais, connu pour sa verve particulière qu'il sert dans des compositions de makossa, son style musical de prédilection. Expert automobile, Ben Decca commence sa carrière dans la musique dans les années 1970 en France, alors qu'il y suit des études en mécanique automobile. 
Originaire de la région du Littoral du Cameroun, il a réussi en trentaine d'années de carrière, aux côtés d'autres  artistes, à démocratiser le rythme musical traditionnel du Peuple Sawa. Auteur des titres à succès Ye Te Na Oa sorti en 1982, ou Alane Mba issu de son album Saphir, Papa Ben, comme il est affectueusement appelé par ses fans, est une figure emblématique de la musique africaine et camerounaise.
Ben Decca compte à son actif 25 albums et plus de 150 titres. Son vingt-cinquième album intitulé Électron Libre, est sorti en 2017.

## Biographie

### Enfance et débuts
Ben Decca est né à Douala, le 23 février 1958 de Eyoum Mouangue James Decca et de Bella Mouangue Maximine. Il est le second d'une fratrie de 11 enfants dont 3 garçons et 8 filles.  

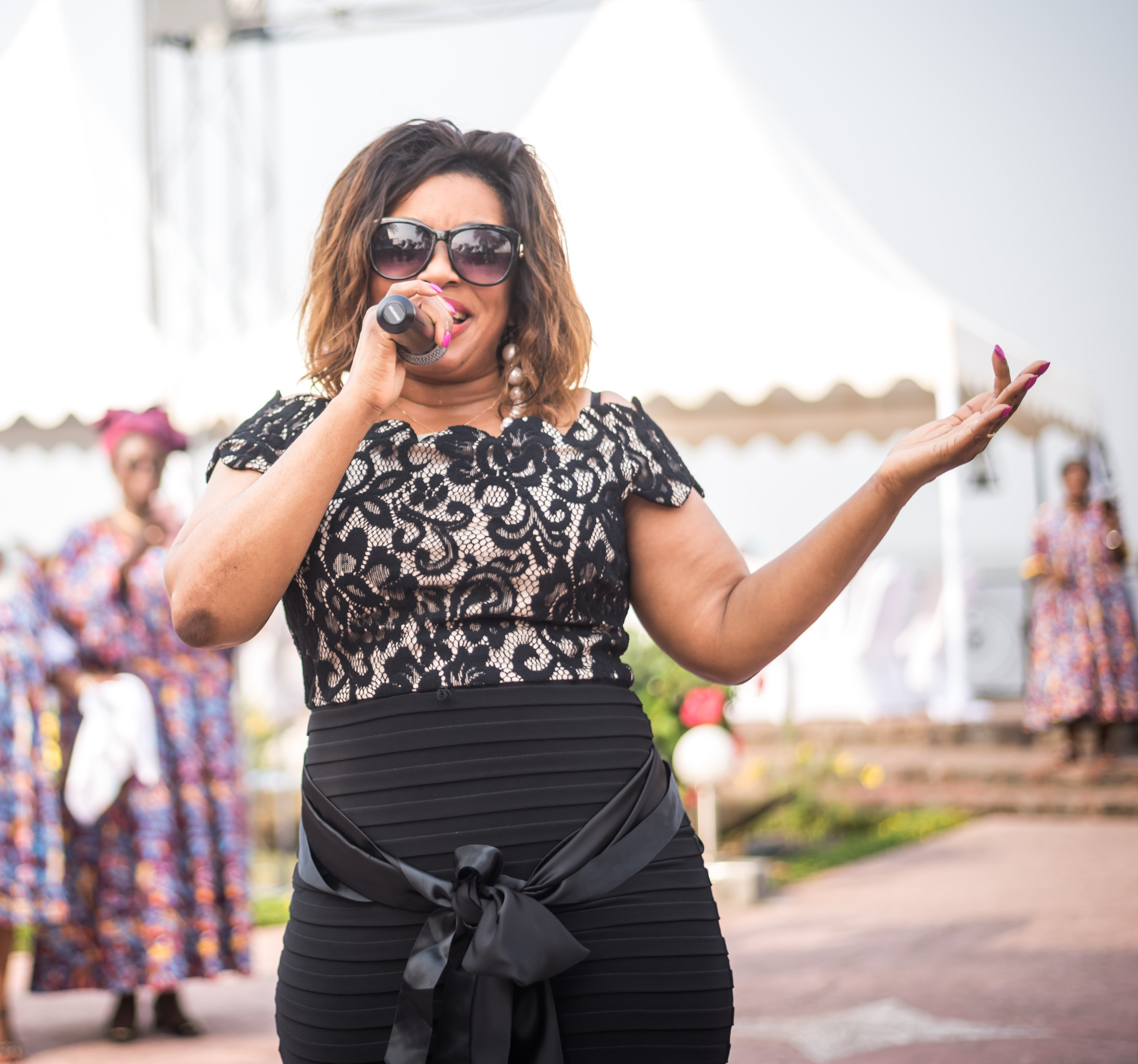
Grace Decca

Il est le frère ainé de Grâce Decca, Dora Decca et Isaac Decca, des artistes de Makossa bien connus sur la scène musicale camerounaise.
Élevé au sein d'une famille profondément chrétienne, il a depuis le plus jeune âge rompu à la modestie et l'humilité. Le petit Ben grandit entouré de ses frères et sœurs eux aussi touchés plus tard par l'appel de la musique. De son propre aveu, il a eu une enfance mi-rigide, mi-affectueuse, marquée notamment par la forte personnalité dont était doté son désormais défunt père, qui toujours selon lui, se devait à cette époque d'être dur pour lui inculquer des valeurs dont il est toujours fervent défenseur aujourd'hui. Très renfermé, c'est vers l'âge de 15 ans qu'il développe une relation très fusionnelle avec son père alors très pragmatique et rigoureux.

### Éducation
Après l'obtention de son CAP, il quitte le Cameroun pour la France afin d'y poursuivre des études en mécanique automobile. Il y obtient un diplôme d’expert automobile et devient membre de la chambre syndicale des experts automobiles à Paris en France où il exerce pendant quelques années avant son retour au Cameroun. 

### Parcours musical

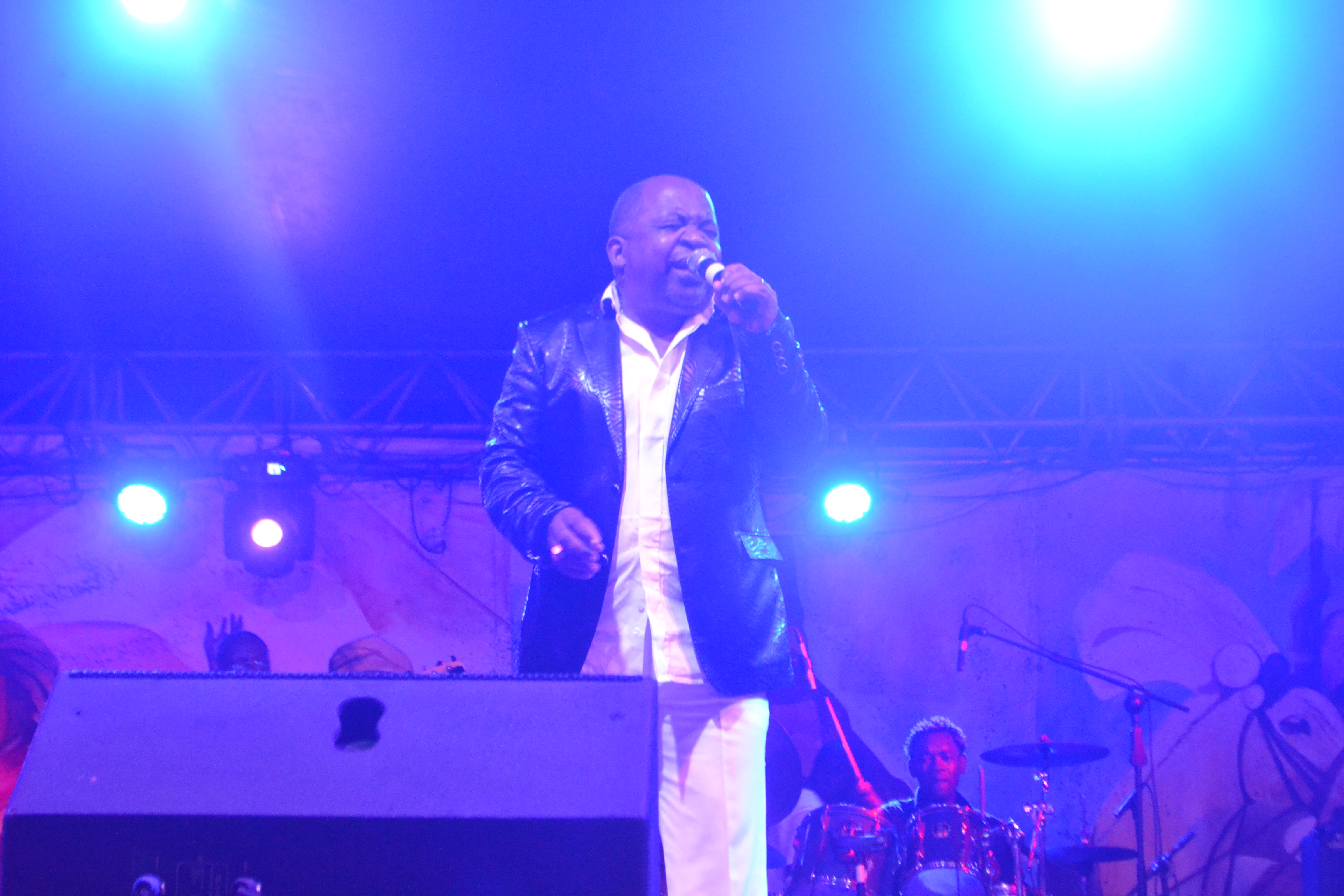
Chanteur Ben Decca sur la scène, Concert live

Ben Decca se lance dans la musique à la fin des années 1970 grâce à son cousin Joe Mboule, icône de la musique Camerounaise. Il apprend à chanter sur des chansons d'Eboa Lotin, Ekambi Brillant et François Misse Ngoh. Il sort son premier album solo en 1981. Ben Decca chante essentiellement l'amour, en français et en langue Duala. 
Entre 1981 et 2015, Ben Decca met sur le marché 24 albums dont les plus populaires sont Yetena oa, Amour à sens Unique, Réconciliation, Classe Plus, Tourbillon et Makossa Phoenix. 
Ossoko 24, son 24e album comportant neuf titres, est sorti en décembre 2014.
En novembre 2015, il célèbre ses 30 années de carrière avec une série de spectacles inédits dans les villes de Douala et Yaoundé. Il est accompagné sur scène par ses sœurs  et des jeunes artistes dont Kaïsa Pakito, Armand Biyag, Gaelle Wondje, Martino Ngalle et Dany Muna.
En 2017, Ben Decca revient sur la scène musicale camerounais avec un vingt-cinquième album intitulé Électron Libre dans lequel on retrouve les titres Souffrance d'amour et Double Heat. 
Il reçoit le 15 décembre 2015 la distinction de chevalier de l’Ordre de la Valeur des mains du Ministre de la culture Narcisse Mouelle Kombi.  

### Politique
Ben Decca n'a pas une étiquette politique connue. Il est sollicité, comme chanteur de Makossa avec d'autres artistes camerounais lors de cérémonies officielles, galas et festivals par les autorités du Cameroun. Boycotté en 2019 par les militants de BAS en Europe (mouvement anti - Paul Biya), il a montré une réaction contenue. En 1990, durant les années de braise et de villes mortes à Douala, il a perdu un cousin et avait été enfermé pour avoir assisté au procès de Célestin Monga et Pius Njawè.  

### Vie privée
Ben Decca est marié en secondes noces après le divorce de son premier mariage et est père de six enfants Christopher, Hermann, Claudia, Kévin, Bryan et Kassandra.

## Discographie
- 1981: Nyong'a Mulema
- 1981: O mulema
- 1982: Pour Vous
- 1983: Mbango muam
- 1985: Nasi Lingui / Esoua Bwanga
- 1985: Yetena Oa
- 1988: Espoir
- 1988: L'amour a sens unique
- 1989: Réconciliation
- 1991; Dimbambe
- 1995 : & Puissance 7
- 1997: Kod'a Mboa
- 1998 : Classe Plus
- 2000 : Tourbillon
- 2001: Affectueusement votre
- 2002 : Saphir
- 2006: Makossa Phoenix
- 2007: C’est mon choix - Best of
- 2009: C'est tout moi
- 2010: 24 h d'ivresse
- 2012: Symbiose
- 2013: 30 ans de carrière vol.1
- 2015: Ossoko 24
- 2017: Électron Libre

### Collaborations

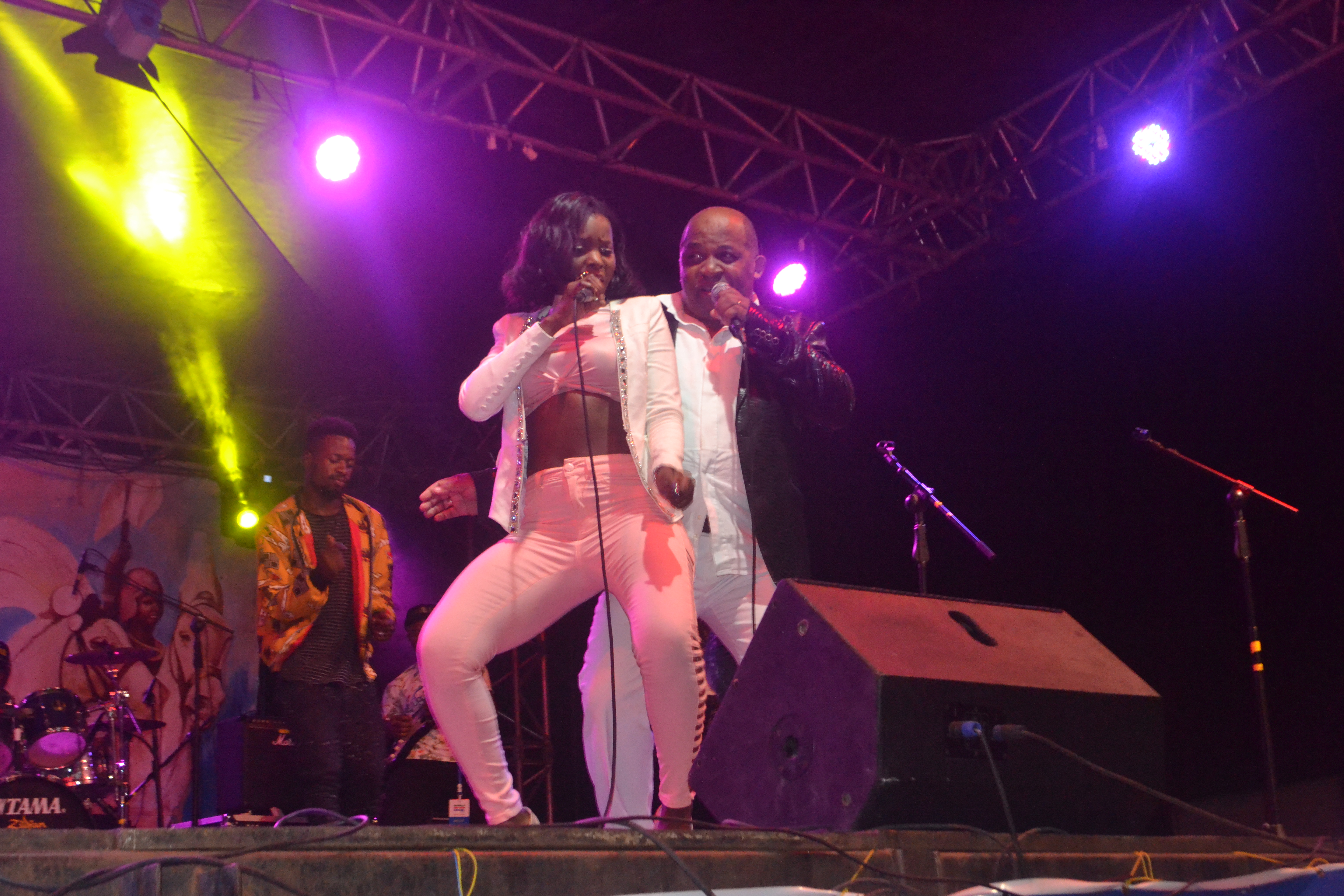
Ben Decca et la chanteuse Daphne sur la scène du Douala Hip Hop Festival en 2017

- 1985 : Nasi Lingui / Esoua Bwanga avec Moni Bilé.
- 1992 : Le Duo D.K avec Grace Decca.
- 1998: Espace Makossa avec Dina Bell.
- 2013: La Femme d'aujourd'hui avec Chantal Ayissi.
- 2016: Ndolo avec Daphne.
- 2021 : C'est doucement avec Dynastie le Tigre[11].

## Prix et distinctions
- Chevalier de l'ordre de la Valeur (2015)